# Брје (Болцано)
Брје (итал. Brie) је насеље у Италији у округу Болцано, региону Трентино-Јужни Тирол.
Према процени из 2011. у насељу је живело 21 становника. Насеље се налази на надморској висини од 675 м.